# Földelés

A Földelés áramköri jele

A földelés feladata, hogy az elektronikus eszközök számára kapcsolatot alakítson ki a földpotenciállal. A földpotenciál kiemelt jelentőségű, mivel egy rendszerben minden más feszültségértéket ehhez a potenciálhoz viszonyítunk. A földpotenciál értéke 0V.
A földelési eljárások mindegyike két elemre támaszkodik: a földelő hálózatra és a földelőre. Mindkettő kivitelét alapvetően meghatározza létesítési célja.
A földelés kialakítása nagy mértékben függ a talaj elektromos tulajdonságaitól és a talajvízszinttől.

## Hálózati földelés

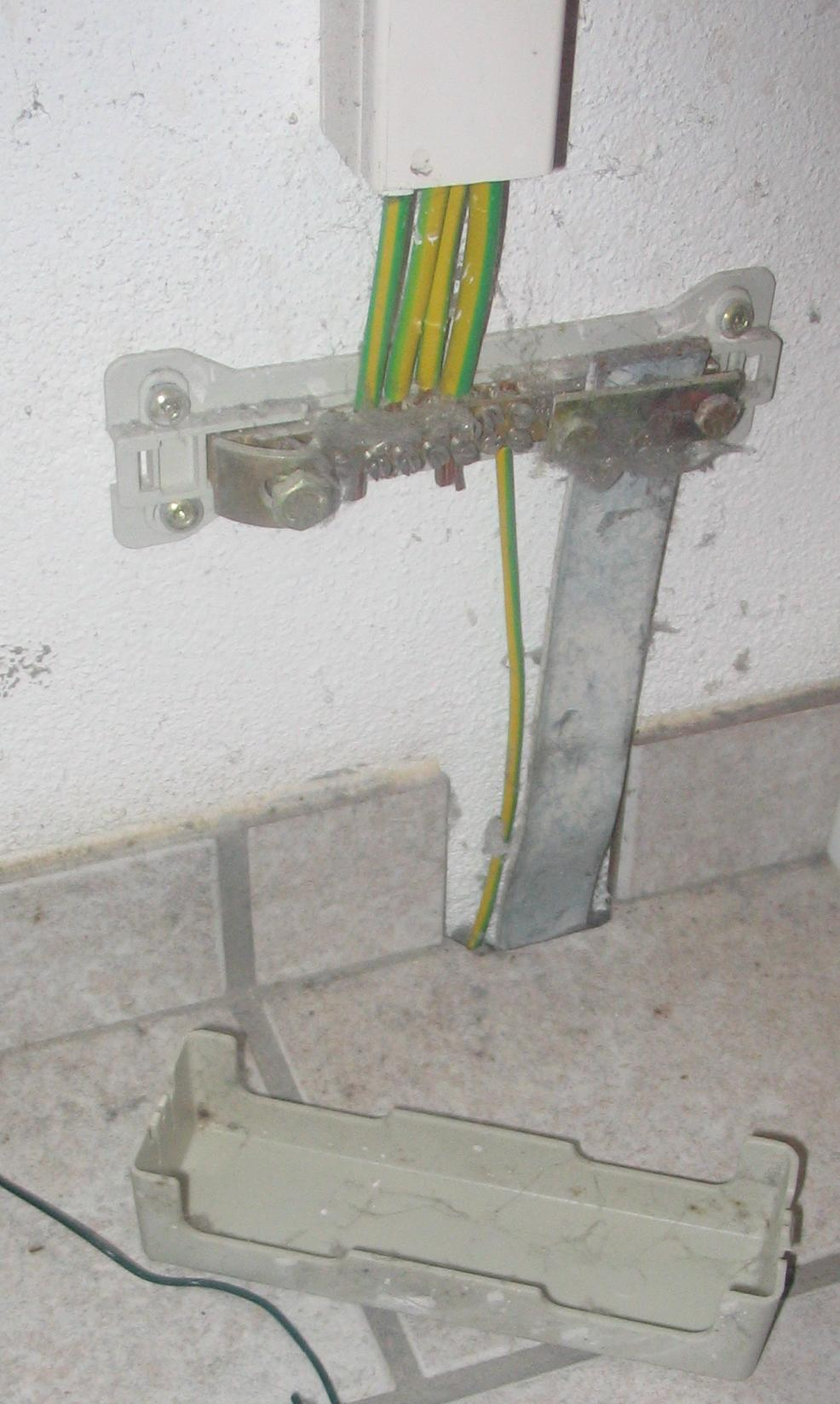
Hálózati földelés, betonalapba épített földelővel

Az üzemi földelések célja az áramszolgáltató hálózatán belül a megfelelő üzemi viszonyok kialakítása és a hálózati feszültség földpotenciálhoz való rögzítése. E földelések lehetnek közvetlenek (merevek) vagy közvetettek, azaz megfelelően méretezett impedancián keresztül földeltek (hosszú földelés). 
Hazánkban a kisfeszültségű fogyasztói hálózatok mereven földeltek, s az üzemi földelő a táptranszformátor csillagpontjánál helyezkedik el.

## Villámvédelmi földelés
A villámvédelmi földelések célja a villámhárító berendezést érő becsapás áramának a földbe való elvezetése minél rövidebb úton, minél kisebb potenciálemelkedést okozva.
Az elektrosztatikus földelés nagymértékben különbözik a többi földeléstől. Speciális, paramétereiben az összes többi földeléstől eltérő, az elektrosztatikus eredetű túlfeszültségek és kisülések elleni földelés, amelyről elmondható, hogy feladatát szinte az összes egyéb célú földelő el tudja látni. Fordítva nem igaz!
A villámvédelmi földelésnek el kell érnie a talajvízszintet.
Villámvédelmi földelést nem szabad használni semmilyen más eszköz földelésére, mivel villámcsapáskor ezen a ponton lesz a legnagyobb feszültségugrás.

## Rádiófrekvenciás földelés
Célja a rendszerbe sugárzásos, vezetéses, induktív vagy kapacitív úton bejutó rádiófrekvenciás - bizonyos esetekben kisfrekvenciás - zavarjelek becsatolásának csökkentése, elvezetési lehetőségének javítása, s ez által a zavart berendezés működőképességének megőrzése. Idetartoznak a speciális érzékeny mérőeszközök nem érintésvédelmi célú földelései is.
Monopólus antennák földelését a monopólus talppontjához minél közelebb kell létrehozni. Nagy fajlagos ellenállású talajok esetén nem elegendő a földelőpálca, szükséges még a talaj alatt, a földelőpálcától radiális irányban vezetékeket kihúzni a talaj szintje alatt. Az talaj álá kihúzott radiálok optimális mérete az antenna üzemi hullámhosszának negyede.
A megtáplált monopólusnál a földelőpálca közelében a talajban konvekciós áramok és ekvipotenciális tölcsérek alakulnak ki.

## A földelési pont megvalósítása[2]
Mind az elektrotechnikában, mind a rádiótechnikában sokszor előfordul, hogy megfelelő földelést kell készítenünk. Ennek okai a következők lehetnek:
- Nincs kiépített érintésvédelmi védőföld, viszont valamilyen eszköz működtetésének feltétele, hogy megfelelően le legyen földelve.
- Nagyobb teljesítményű rádiófrekvenciás eszköz használatához, mivel az érintésvédelmi földelés az ilyen készülékek földelésére nem, vagy csak részlegesen alkalmas. Továbbá az érintésvédelmi földelés egy adott frekvencia fölött már antennaként viselkedik.
- Kitelepült állomás esetén, ha a tápellátás szigetüzemű rendszerről történik.

### Acélföldelők legkisebb méretei 50 Ωm-nél nagyobbfajlagos ellenállású talajban[3]
| A földelő típusa                          | Alakja            | Legkisebb méretek  | Legkisebb méretek  | Legkisebb méretek  | Legkisebb méretek | Legkisebb méretek | Legkisebb méretek |
| A földelő típusa                          | Alakja            | Cinkbevonatú acél  | Cinkbevonatú acél  | Cinkbevonatú acél  | Csupasz acél      | Csupasz acél      | Csupasz acél      |
| A földelő típusa                          | Alakja            | Átmérő             | Keresztmetszet     | Falvastagság       | Átmérő            | Keresztmetszet    | Falvastagság      |
| ----------------------------------------- | ----------------- | ------------------ | ------------------ | ------------------ | ----------------- | ----------------- | ----------------- |
| Szalag- vagy kör szelvényű huzalföldelő   | Szalag            | (szabvány szerint) | (szabvány szerint) | (szabvány szerint) |                   | 15 mm2            | 4 mm              |
| Szalag- vagy kör szelvényű huzalföldelő   | Acélhuzal         | 8 mm               |                    |                    | 10 mm             |                   |                   |
| Rúd függőleges hosszabbítási lehetőséggel | Kör szelvényű rúd | 8 mm               |                    |                    | 10 mm             |                   |                   |
| Rúd függőleges hosszabbítási lehetőséggel | Cső               | 15 mm              |                    | 3 mm               | 15 mm             |                   | 4 mm              |
| Rúd függőleges hosszabbítási lehetőséggel | Szögacél stb.     |                    | 100 mm2            | 3 mm               |                   | 150 mm2           | 4 mm              |

## A földeléssel kapcsolatos szakkifejezések[4]
- Test - Valamely villamos szerkezetnek olyan megérinthető, vezetőképes része, amely üzemszerűen nem aktív, de az alapszigetelés meghibásodása esetén aktívvá válhat.
- Idegen vezetőképes rész - Az a vezetőképes rész, amely nem része a villamos berendezésnek, alkalmas azonban valamely villamos potenciál, általában helyi föld villamos potenciáljának az odavezetésére.
- Földelő - A talajjal villamos érintkezésben lévő vezetőképes rész, amely be lehet ágyazva a talajba vagy egy speciális vezetőképes közegbe, pl. betonba.
- Betonba ágyazott alapozásföldelő -  Az épület betonalapozásába ágyazott, általában zárt hurkot alkotó földelő.
- Talajba ágyazott alapozásföldelő - Az épületalapozás alatti talajba ágyazott, általában zárt hurkot alkotó földelő.
- Védővezető - A biztonság céljából, például áramütés elleni védelemre alkalmazott vezető. Pl.: védőösszekötő-vezető, védőföldelő-vezető és áramütés elleni védelem céljából alkalmazott földelővezető.
- Védőösszekötő-vezető - Védő egyenpotenciálú összekötés céljára használt védővezető.
- Földelővezető - Az a vezető, amely a vezetőképes utat vagy annak egy részét képezi a rendszer vagy a berendezés, vagy a szerkezet adott pontja és a földelő között. A földelővezető az a vezető, amely a földelőt összeköti egy, az egyenpotenciáló összekötés hálózatában lévő ponttal, általában a fő földelőkapoccsal.
- Fő földelőkapocs, fő földelősín - A villamos berendezés földelőberendezésének részét képező kapocs vagy sín, amely lehetővé teszi több vezető villamos csatlakoztatását földelési célból.
- Védőföldelő-vezető Védőföldelés céljából használt védővezető.
- Üzemi földelés - Egy rendszerben vagy berendezésben, vagy szerkezetben lévő pont vagy pontok földelése a biztonságtól eltérő célból.
- Földelőberendezés - A rendszer, berendezés vagy szerkezet földelésében lévő összes villamos csatlakozás és eszköz.
- Számottevő földelés - Számottevőnek minősül az a földelő (vagy több földelő), amelynek fagyhatár alatti vízszintes kiterjedése (mérete) legalább 8 méter, vagy függőleges kiterjedése (mérete) legalább 4 méter. Amennyiben az épület betonalap-földeléssel (betonalap-földelővel) rendelkezik, akkor a földelési ellenállás értéket nem kell igazolni.